# Semaine 38
D'après la norme ISO 8601, une semaine débute un lundi et s'achève un dimanche, et une semaine dépend d'une année lorsqu'elle place une majorité de ses sept jours dans l'année en question, soit au moins quatre. Dès lors, la semaine 38 est la semaine du trente-huitième jeudi de l'année. Elle suit la semaine 37 et précède la semaine 39 de la même année.
La semaine 38 est pratiquement toujours la semaine du 20 septembre, sauf exceptionnellement, dans le cas d'une année bissextile commençant un jeudi.
Elle commence au plus tôt le 13 septembre et au plus tard le 20 septembre.
Elle se termine au plus tôt le 19 septembre et au plus tard le 26 septembre.

## Notations normalisées
La semaine 38 dans son ensemble est notée sous la forme W38 pour abréger.
| Jour de la semaine 38 | Notation |
| --------------------- | -------- |
| Lundi                 | W38-1    |
| Mardi                 | W38-2    |
| Mercredi              | W38-3    |
| Jeudi                 | W38-4    |
| Vendredi              | W38-5    |
| Samedi                | W38-6    |
| Dimanche              | W38-7    |

## Cas de figure
| Cas | Le 31 décembre est… | L'année est une année… | Le trente-huitième jeudi de l'année tombe… | La semaine 38 débute… | La semaine 38 s'achève…  | Premier cas après 2008 |
| --- | ------------------- | ---------------------- | ------------------------------------------ | --------------------- | ------------------------ | ---------------------- |
| 0   | Un vendredi         | bissextile DC          | Le 16 septembre                            | Le lundi 13 septembre | Le dimanche 19 septembre | 2032                   |
| 1   | Un jeudi            | D ou ED                | Le 17 septembre                            | Le lundi 14 septembre | Le dimanche 20 septembre | 2009                   |
| 2   | Un mercredi         | E ou FE                | Le 18 septembre                            | Le lundi 15 septembre | Le dimanche 21 septembre | 2014                   |
| 3   | Un mardi            | F ou GF                | Le 19 septembre                            | Le lundi 16 septembre | Le dimanche 22 septembre | 2013                   |
| 4   | Un lundi            | G ou AG                | Le 20 septembre                            | Le lundi 17 septembre | Le dimanche 23 septembre | 2018                   |
| 5   | Un dimanche         | A ou BA                | Le 21 septembre                            | Le lundi 18 septembre | Le dimanche 24 septembre | 2017                   |
| 6   | Un samedi           | B ou CB                | Le 22 septembre                            | Le lundi 19 septembre | Le dimanche 25 septembre | 2011                   |
| 7   | Un vendredi         | C                      | Le 23 septembre                            | Le lundi 20 septembre | Le dimanche 26 septembre | 2010                   |

1. 1 2 3  Dans ce cas, l'année compte une semaine 53.